# Церква Шотландії
Церква Шотландії (англ. Church of Scotland , шотл. Kirk o Scotland) — національна пресвітеріанська церква Шотландії, що виникла за часів Реформації.

## Історія

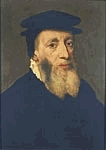
Джон Нокс, засновник Церкви Шотландії

Біля витоків організації Церкви Шотландії стояв лідер шотландської Реформації Джон Нокс. Прибувши до країни 1559 року, Нокс, будучи учнем Жана Кальвіна, очолив рух шотландського дворянства й містян проти католицької церкви. Вже 1560 року Реформація здобула перемогу: парламент Шотландії затвердив ліквідацію юрисдикції папи римського та протестантський символ віри. Рішення парламенту були ратифіковані королем Яковом VI 1572 року. Упродовж наступного століття в Шотландії тривала боротьба між прибічниками та супротивниками ліквідації єпископату. Ідеологічним лідером борців за чисте пресвітеріанство був Ендрю Мелвілл, чиї погляди лягли в основу сучасної пресвітеріанської системи церковного управління. Наприкінці XVI століття верховним органом шотландської церкви стала генеральна асамблея. Однак поступово королю вдалось відродити роль єпископів та зменшити вплив колегіальних органів церкви.
Після вступу на престол Шотландії Карла I 1625 року королівська влада почала наступ на самостійність церкви Шотландії. Карл I спробував запровадити в пресвітеріанському богослужінні англіканську літургію, що спричинило 1637 року повстання в Шотландії, яке переросло у загальний рух на захист пресвітеріанської церкви. На початку 1638 року повстанці підписали «Національний ковенант», що заклав догматичне підґрунтя шотландської церкви, а невдовзі генеральна асамблея ухвалила рішення про ліквідацію єпископату. Спроби короля придушити рух завершились перемогою ковенанторів у Єпископських війнах 1639–1640 років. Шотландці пішли на союз з англійським парламентом, та за результатами спільної роботи теологів обох держав, 1647 року церква Шотландії затвердила «Вестмінстерське сповідання», яке донині є головним джерелом пресвітеріанської доктрини.
Пост єпископа в шотландській церкві було відновлено після Реставрації 1660 року. Ковенантори продовжили боротьбу, проте тільки після Славної революції 1690 року пресвітеріанська система отримала законодавчі гарантії держави. Тим не менше в країні збереглись серйозні суперечності між незалежністю церкви Шотландії та шотландським цивільним правом. Звичайні суди продовжували втручатись до церковних справ, особливо до питання призначення священнослужителів. Це спричинило розбіжності в поглядах між різними течіями в шотландській церкві, що 1843 року призвело до розколу: прибічники повної автономії церкви від світської влади утворили Вільну церкву Шотландії. Сформувалось ще кілька релігійних організацій пресвітеріанського спрямування, опозиційних до офіційної Церкви Шотландії. Тільки 1921 року, коли парламент Великої Британії ухвалив «Закон про Церкву Шотландії», який установив повний суверенітет церкви в релігійній галузі, склались умови для об'єднання пресвітеріанських організацій. 1929 року Об'єднана вільна церква (створена 1900 з Об'єднаної пресвітеріанської церкви та більшості членів Вільної церкви) знову увійшла до складу Церкви Шотландії.
Деякі незалежні пресвітеріанські релігійні організації продовжують існувати. Це, наприклад, Вільна церква (на базі тієї частини, що відмовилась від об'єднання 1900 року), Об'єднана вільна церква Шотландії, Асоційовані пресвітеріанські церкви.

## Організація та управління
В організаційному сенсі Церква Шотландії базується на пресвітеріанських принципах церковного управління. З недавнього часу в Церкві є пост єпископа. Низовою ланкою організації є конгрегації парафіяльних церков (церковні сесії), до яких входять, зазвичай, один священнослужитель і кілька авторитетних парафіян — «старійшин», що обираються населенням на тривалі терміни. Церковні сесії підпорядковуються регіональним колегіальним органам управління — пресвітеріям, які формуються з представників парафій даного регіону. Нині в Церкві Шотландії діють понад 40 пресвітеріїв. Вищий орган управління церквою — генеральна асамблея, яка збирається щороку в Единбурзі. В сучасній структурі церкви відсутні синоди як проміжна ланка між пресвітеріями та асамблеєю, ліквідовані на початку 1990-их років.
Кожен з органів структури управління Церкви Шотландії очолюється модератором. В церковних сесіях функції модератора виконує, зазвичай, священнослужитель, а пресвітерії та генеральна асамблея обирають модератора зі свого складу на один рік. Модератор виконує представницькі та організаційні функції, однак не має будь-яких особливих прав чи привілеїв у церковних питаннях, а також не є офіційним представником церкви. Штаб-квартира Церкви Шотландії розміщується в Единбурзі, в будівлі на Джордж-Стріт 121, збудованій за проектом Сіднея Мітчела у 1909–1911 роках.

## Доктрина й обряди

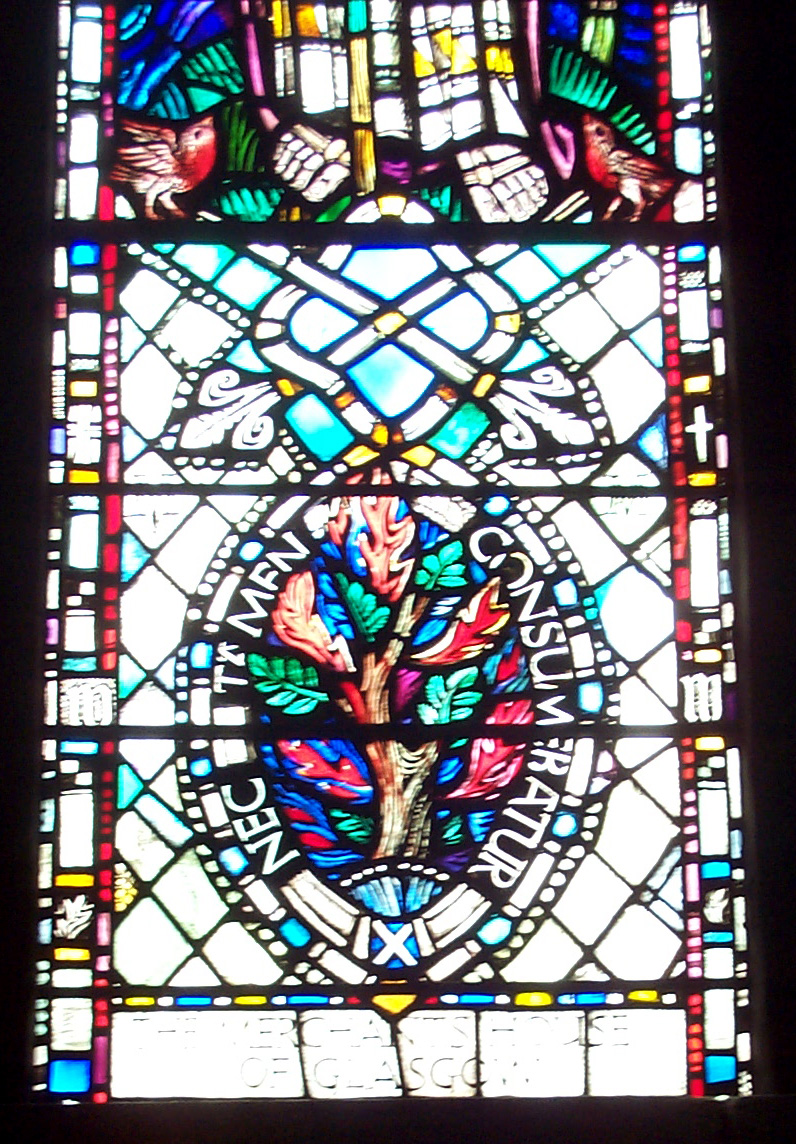
Вітраж в соборі Святого Мунго, Глазго, з девізом Церкви Шотландії «nec tamen consumebatur»

Як і у всіх християнських церков догматичною базою віросповідання, прийнятого Церквою Шотландії, є Біблія. Наступний за значущістю документ, що містить загальні принципи тлумачення Святого Письма, — «Вестмінстерське сповідання» 1647 року.
Церква Шотландії не має обов'язкового до використання молитовника, однак існує офіційна книга церковних гімнів та «Керівництво з громадського богослужіння», що визначає порядок здійснення церковних обрядів. Традиційно в шотландській церковній службі значну роль відіграє спів псалмів, однак останнім часом підвищується роль інших видів церковної музики. Зазвичай служба в Церкві Шотландії триває близько години та складається з чергування співів гімнів і молитов, а кульмінація наступає під час п'ятнадцятихвилинної проповіді наприкінці служби. Обідня у пресвітеріанській церкві не використовується. В той же час парафіяльні священнослужителі мають досить широку свободу в виборі стилю та способу богослужіння, тому іноді служби можуть виглядати дещо експериментально. Нині в багатьох парафіях сучасні збірки церковних співів, що відображують останні тенденції в церковній музиці. Окрім того, розширюється участь парафіян у здійсненні богослужіння.
Як протестантська церква, пресвітеріанство визнає тільки два церковних таїнства: хрещення та євхаристію (причастя). Церква Шотландії практикує хрещення як дорослих вірян, так і дітей. Причастя може приймати прибічник будь-якої християнської конфесії. Церква Шотландії вкрай серйозно ставиться до таїнства святого причастя, й більшість парафіяльних церков здійснюють євхаристію тільки три або чотири рази на рік.
Теологічно Церква Шотландії є однією з реформістських церков кальвіністської віри. Однак, оскільки одним із основоположних принципів церкви є «свобода думки у питанні, що не стосується сутності віровчення», шотландська церква досить терпимо ставиться до різних релігійних та етнічних поглядів у межах кальвіністської доктрини.
Церква Шотландії входить до складу організації «Спільна дія церков у Шотландії» та через її комітет у церковних справах взаємодіє з іншими релігійними організаціями країни. Сучасне співробітництво шотландських пресвітеріан із представниками інших конфесій контрастує з різкою ворожістю церкви до ірландських католиків — іммігрантів на початку XX століття. Церква Шотландії також є членом Світової ради церков й Конференції європейських церков.

## Проблеми та реформи
Нині Церква Шотландії має низку серйозних проблем. Починаючи з 1950-их років кількість парафіян неухильно знижується, існують фінансові проблеми, невирішеність правового статусу старовинних культових будівель. До недавнього часу церква мала нестачу у священнослужителях, хоч останнім часом кількість тих, хто бажає стати священиками почала зростати. Актуальною також є проблема збільшення середнього віку парафіян церкви.
З 1958 року всі посади в Церкві Шотландії відкрито для жінок на рівних засадах із чоловіками. Нині жінки складають більшість серед тих, хто навчається на пост священнослужителя. Однак тільки 2004 року жінку було вперше обрано модератором генеральної асамблеї (Елісон Елліот). Вона ж стала першою світською особою, обраною на цей пост зчасів Джорджа Б'юкенена в середині XVI століття.
Ще з часів Реформації одним із головних принципів Церкви Шотландії є твердження, що вона є ecclesia reformata semper reformanda (лат. — реформована церква, яка завжди перебуває в процесі реформ). Одним із останніх проявів реформатського духу шотландської церкви є звіт генеральної асамблеї 2001 року «Церква без стін», в якому наголос зроблено не на церковні інститути, а на звичайне життя парафіян.

## Позиція відносно сучасних етичних проблем
- Аборти: ембріон є людською істотою з моменту зачаття, й тому штучне переривання вагітності можливе тільки у разі загрози життю матері[2].
- Всиновлення: головний принцип: інтереси дітей передусім. Найкращі умови для дитини можуть бути створені тільки в парах, які уклали шлюб, однак, церква підтримує також пропозиції з дозволу спільного всиновлення дітей парами, які не мають шлюбних відносин, в тому числі особами однієї статі[3]
- Реєстровані партнерства: питання про здійснення церковних церемоній з особами, що стали до партнерства (в тому числі одностатеві), передано на розгляд парафіяльних священнослужителів. Здійснення церковних обрядів, пов'язаних з укладанням одностатевого союзу, не є дисциплінарним проступком священика, але в той же час кожен священнослужитель має право відмовитись від їх здійснення[4]
- Евтаназія: Церква Шотландії виступає проти будь-яких форм евтаназії[5]

## Роль у шотландському суспільстві
Нині близько 42% населення Шотландії відносять себе до прибічників цієї церкви, а офіційна кількість її парафіян становить 600 тисяч чоловік (12% шотландців (станом на 2001)). Загальна кількість священнослужителів церкви перевищує 1400 чоловік, кількість церковних парафій в Шотландії — близько 1500, об'єднаних у 43 пресвітерії.
На відміну від Церкви Англії, Церква Шотландії не підпорядковується державі та, будучи національною за своїм характером, юридично не визнається «державною церквою». Монарх Великої Британії не є главою церкви, а під час коронації він зобов'язаний складати присягу захищати безпеку шотландської церкви. На засіданнях генеральної асамблеї, вищого органу управління Церкви Шотландії, королеву представляє лорд Верховний комісар, який має, однак, суто представницькі функції.
Через систему священнослужителів церква забезпечує свою присутність у всіх парафіях Шотландії (зазвичай по одному священику на парафію). Окрім піклування про парафіян, церква також бере на себе обов'язок зі служіння в інтересах усіх шотландців, зокрема більшість цвинтарів належать до відомства Церкви Шотландії. Окрім того, шляхом перерозподілу фінансових коштів з багатих парафій центральної частини країни, підтримується релігійне життя у віддалених куточках Шотландії. Церква також бере участь у забезпеченні загальної освіти, щоб, головним чином, кожна людина могла прочитати Біблію, однак з другої половини XIX століття школи вилучено з відомства церкви. Церква Шотландії також є найбільшим інститутом соціальної підтримки різних груп населення країни, включаючи похилих, залежних від алкоголю й наркотиків, божевільних і бездомних.
Церква Шотландії історично завжди активно брала участь у політичному житті країни. Нині в церкві діє спеціальний комітет з відносин між церквою та суспільством. Церква виступає різко проти програм ядерного озброєння, підтримує передачу частини функцій центральній адміністрації Великої Британії на регіональний та місцевий рівні, активно брала участь в русі за розширення шотландської автономії, що призвело до відродження 1997 року парламенту Шотландії.